# Legenda Pendragonów
Legenda Pendragonów (węg. A Pendragon-legenda) – powieść węgierskiego pisarza Antala Szerba (1901–1945), opublikowana w 1934 r., w 1971 r. wydana w języku polskim.